# Papert
Dvůr Papert býval součástí Horního Žlebu. Měl statut poplužního dvora ve smyslu tzv. „forwerku“ (což, na rozdíl od tzv. „majeru“, představovalo dvůr na okraji panství s převažujícím chovem dobytka). Nacházel se na východním okraji kopce dnes zvaného Papertský vrch (dříve Dreiberge) v místech, kterým se dnes říká "U Obrázku", kde tento kopec přechází do úzkého, prudce se svažujícího hřbetu dříve nazývaného Spitzhütel. Papert se nacházel na území dnešního k. ú. Prostřední Žleb v nadmořské výšce cca 300 m.

## Historie
Dvůr Papert bývá nesprávně uváděn jako předchůdce osady Přípeř (Peiperz). Osada Přípeř představuje, vzhledem ke svému názvu, jež je slovanského původu (místo „při peřeji“), starší osídlení než dvůr Papert, který lze řadit k pozdní německé zemědělské kolonizaci. Pravděpodobnější se jeví takový vývoj, že název Peiperz (Přípeř) byl zkomolen na Papert a rodina Papertových, která bývá považována za zakladatele dvora, převzala jeho jméno, což bylo tehdy obvyklejší. Na konci existence dvora se používala varianta jména Pabert. V místním nářečí se jméno vyslovovalo „Bäbat“. (Rod Papertových žil na Děčínsku až do roku 1945. Dne 2. dubna 1924 se v Arnolticích narodil hudební skladatel Willi Papert.)
Za první zmínku lze považovat údaj o založení dvora „v Přípeři“ roku 1407. Je zřejmé, že se jednalo o dvůr Papert, neboť existence jakéhokoli zemědělského dvora v úzkém skalnatém přípeřském údolí nepřipadá v úvahu. 
Přímo mezi Papertem a Přípeří neexistovala a dodnes neexistuje z důvodu terénní dispozice žádná sjízdná cesta. Jediná sjízdná cesta od Labe do Papertu vedla z Horního Žlebu v místech dnešní Revírní ulice. Proto se Papert hospodářsky přiřazoval k Hornímu Žlebu.
Dvůr velmi často měnil nájemce i majitele. Prvními obyvateli doloženými v městské knize byla „rodina Teufel na Papertu“ roku 1514. Dalším doloženým obyvatelem (nájemcem) byl dřevař Bartel Schade roku 1562, kdy dvůr patřil pánům z Bünau. Ti jej koncem 16. století prodali, ale roku 1614 jej Jindřich z Bünau odkoupil za 103 kop grošů zpět. V té době zřejmě dosáhl dvůr maximálního rozkvětu. V době pobělohorské musel protestant Rudolf z Bünau své české panství prodat. Dvůr Papert prodal roku 1627 Mathesu Stolzeovi za 430 tolarů plus robotní a jiné povinnosti. Ostatní majetek pak prodal roku 1628 šlechticům rodu Thun-Hohenstein. Dvůr Papert byl tehdy obklopen Thunskými lesy, což vedlo k tomu, že se zde velmi rozmohlo pytláctví, které prosperovalo i po skončení třicetileté války. Protože se Christof Stolze, ani nikdo z jeho lidí, nenechali nikdy chytit při činu, nezbylo hraběti Maxmiliánu Thun-Hohensteinovi, než dvůr vykoupit a Christofu Stolzeovi postavit dům na druhém břehu Labe v Loubí. Stalo se tak 19. listopadu 1683. Poté nechal Maxmilián von Thun dvůr Papert zpustnout a obhospodařované pozemky zarůst lesem. O této události byla později sepsána lidová divadelní hra, kterou často hrávali divadelní ochotníci v okolních obcích. 
V době zrušení dvora již přebírala jeho hospodářský význam v této oblasti ves Maxičky založená roku 1671.

## Současný stav

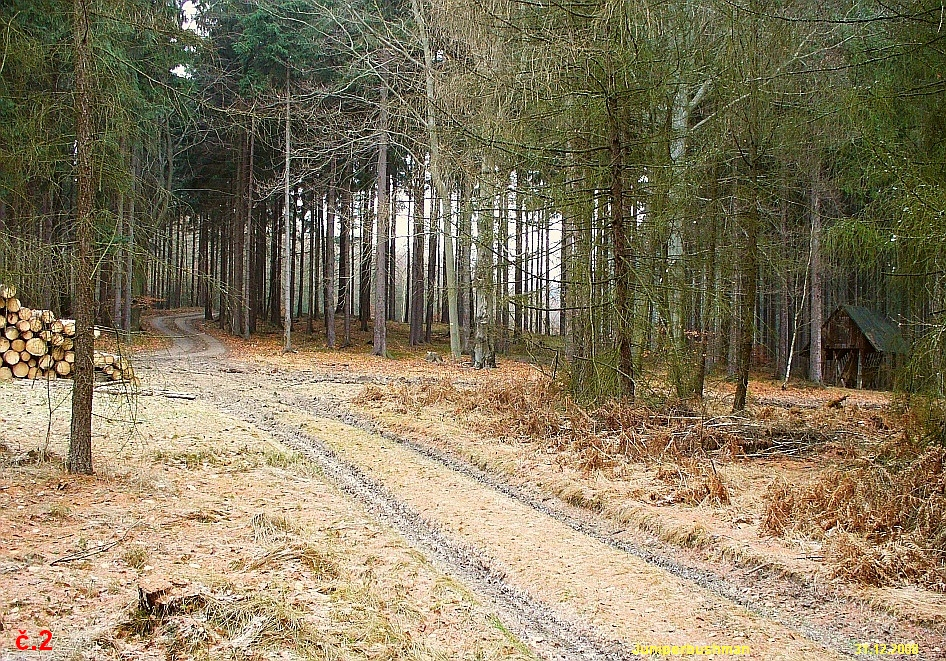

V současnosti lze nalézt jen minimum stop po tomto dvoru. V terénu jsou místy patrné stopy po strouze, jíž se do dvora přiváděla voda od pramene Köllborn. Kamenů ze základů budov bylo zřejmě použito při úpravě promenádních cest v okolí lázní Svatého Josefa v Horním Žlebu. Další terénní stopy zanikly při sanaci spáleniště po lesním požáru v roce 1976 buldozerem a při následující těžbě okolních porostů. Z těchto důvodů prkticky nelze lokalizovat původní stavby. Zachovaly se pouze terénní rýhy po skluzech na dřevo a kámen na jižním svahu Papertského vrchu nad Horním Žlebem, dokládajících zejména dřevařskou činnost obyvatel dvora. V lesích mezi Maxičkami, Horním a Prostředním Žlebem (na vrchu Vrásník) lze dodnes najít plochy, které byly v minulosti odlesněny a odkameněny a kamenné meze, které svědčí o jejich zemědělském využití. Tyto plochy, které sloužily jako louky a pastviny, dávají za pravdu někdy zpochybňovanému údaji, že Papert obhospodařoval zhruba rozlohu 100 ha. 